# Albrecht von Halberstadt

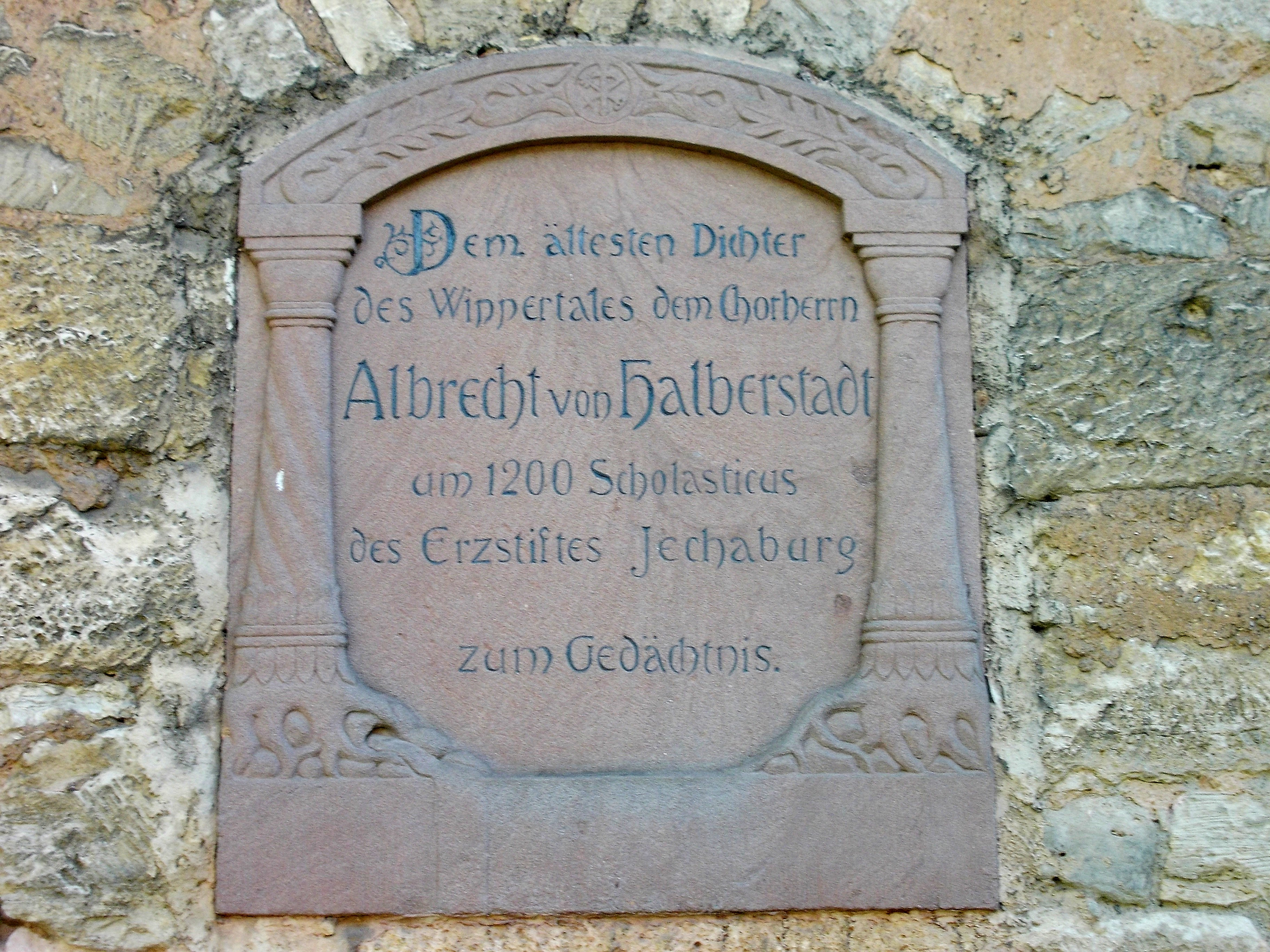
Gedenktafel für Albrecht von Halberstadt an der Kirche St. Petri (Jechaburg)

Albrecht von Halberstadt (um 1200, genaue Lebensdaten unbekannt) war ein mittelhochdeutscher Dichter.
Albrecht („ein sachse, heizet Albrecht, geboren von Halberstat“) war wahrscheinlich Scholasticus an der Propstei Jechaburg bei Sondershausen. In den Jahren 1217 und 1218 ist er dort urkundlich bezeugt. Entweder im Jahr 1190 oder 1210 („Zwelff hundert jor / Und zehene bevorn / Seit unser herr ward geporn“, V. 84–86) begann er auf Betreiben des Landgrafen Hermann von Thüringen eine Übersetzung der Metamorphosen des Ovid in gereimten Kurzversen. Das umfangreiche Werk (über 20.000 Verse) fand bei seinen Zeitgenossen keinen Anklang, und so sind nur fünf Bruchstücke (insgesamt 668 Verse) einer Oldenburger Handschrift aus der 2. Hälfte des 13. Jahrhunderts erhalten.
Zuerst in einem Druck von 1545 erschien eine tiefgreifende Überarbeitung der Schrift durch den Elsässer Jörg Wickram. Im Prolog zu dem Buch bietet Wickram eine Probe des Originalwerkes nach einer Handschrift. An einer Rekonstruktion nach den seinerzeit vorliegenden Bruchstücken versuchte sich Karl Bartsch 1861; nach der Auffindung eines neuen Stückes der Oldenburger Handschrift musste der Versuch als gescheitert gelten.